# Bildstock (Kronach, Festung Rosenberg)

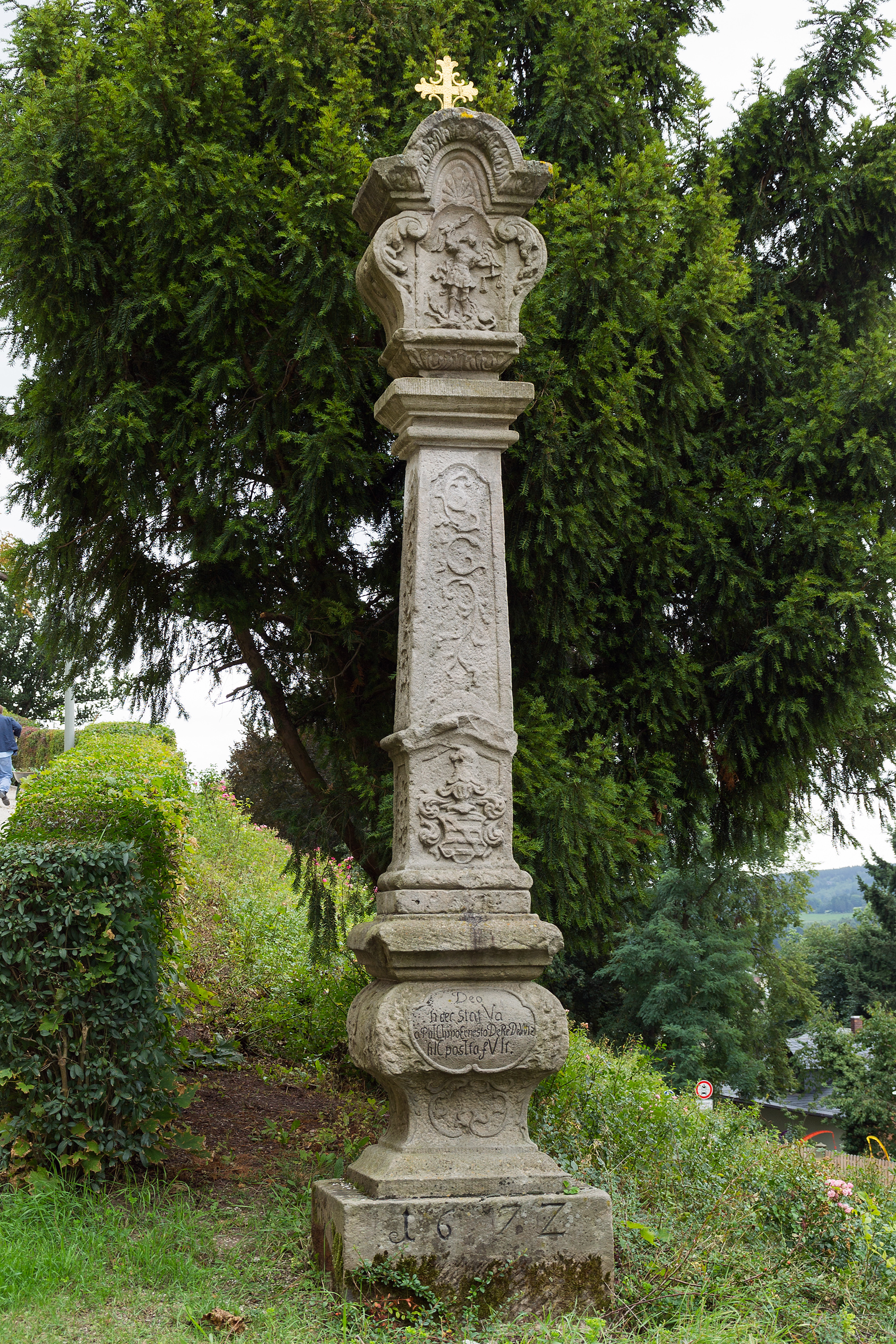
Bildstock am Fuß der Bastion St. Kunigunde

Der Bildstock an der Auffahrt zur Festung Rosenberg, in der Spitzkehre am Fuß der Bastion St. Kunigunde, ist ein unter Denkmalschutz stehendes Kleindenkmal in der oberfränkischen Stadt Kronach.

## Beschreibung
Die im 18. Jahrhundert entstandene Marter befand sich ursprünglich rund 50 Meter weiter südöstlich am oberen Ende der Festungsstraße; sie wurde 1936 anlässlich der Errichtung des Kriegerdenkmals für die Gefallenen des Ersten Weltkrieges an ihren jetzigen Standort versetzt. Dabei wurde die aus Sandstein gefertigte Säule um 90 Grad gedreht, sodass die einst nach Süden zur Stadt blickende Hauptseite heute Richtung Westen weist.
Der Bildstock ruht auf einer quadratischen Grundplatte, die an ihrer Westseite mit der Jahreszahl 1672 bezeichnet ist und wahrscheinlich von einer älteren Marter stammt. Der konkav-konvex profilierte Sockel trägt ebenfalls an der Westseite die Inschrift „Deo haec StatVa a PhILIppo Ernesto De ReDeWIz hIC posIta fVIt“ (Gott ist hier diese Statue von Philipp Ernst von Redwitz gesetzt worden), die als Chronogramm die Jahreszahl 1666 enthält. Über dem Sockel erhebt sich der unterteilte Pfeilerschaft, dessen vier Seiten mit Rankendekor verziert sind. Im unteren Teil der Westseite ist das Wappen der Freiherren von Redwitz erkennbar.
Der von Voluten flankierte Aufsatz wird von einem eingezogenen Rundbogen geschlossen, auf dem sich ein verziertes und vergoldetes Eisenkreuz befindet. Die Basis und der Rundbogen sind mit Friesen verziert. An der Westseite des Aufsatzes befindet sich ein Relief des Erzengels Michael, die Ostseite zeigt eine Darstellung der Glosberger Muttergottes. Eine Marienstatue in dem nördlich gelegenen Wallfahrtsort, der heute ein Stadtteil von Kronach ist, soll im Jahr 1727 mehrmals blutige Tränen geweint haben, weshalb dieses Motiv auf zahlreichen Bildstöcken im Frankenwald zu finden ist.
Der in der Inschrift am Sockel genannte Philipp Ernst von Redwitz war von 1774 bis 1787 Kommandant der Festung Rosenberg. Er ließ den Bildstock wohl als Ersatz für eine frühere Marter am ursprünglichen Standort des Denkmals errichten, die im Cronacher Amtsurbar von 1507 erwähnt wird. Möglicherweise verweist die als Chronogramm in der Inschrift enthaltene Jahreszahl somit auf das Jahr, in dem dieser Vorgänger abgegangen ist.